# Anva Industries
Anva Industries AB är en svensk familjeägd företagsgrupp, som inrymmer framför allt svenska metallbearbetande legoföretag. Anva har säte i Västerås och dotterföretag i Sverige, Litauen och Tyskland. Tillverkande enheter finns i bland andra Hjo, Eskilstuna, Tidaholm, Horda, Bor, Kalix, Sunne, Trollhättan och Hälleforsnäs. Anva Industries är leverantör till företag inom gruv-, skogs-, trädgårds- och verkstadsindustrin.
Företaget grundades 2013 och förvärvade samma år industrigummifabrikanten Nolato i Sunne AB och Tuna Stålrör AB i Eskilstuna samt 2014  HT-Svarv AB i Kalix. Det har senare förvärvat andra komponenttillverkare, bland annat tre företag i Hjo. Under 2021 köptes gummi- och plastföretaget Hordaverken i Horda, med tillverkning också i Bor, Polen och Kina.